# Sinhaloscia dimorpha
Sinhaloscia dimorpha is een pissebed uit de familie Philosciidae. De wetenschappelijke naam van de soort is voor het eerst geldig gepubliceerd in 1987 door Manicastri & Taiti.